# 基質タンパク質
基質タンパク質(英: matrix protein)とはウイルスのエンベロープとコアを繋ぐ構造タンパク質。
例として、インフルエンザウイルスのM1タンパク質(en:M1 protein)は膜下に層を形成するために一方の宿主の細胞膜の糖タンパク質に親和性を示し、他方のRNA分子に非特異的な親和性を示し、ウイルスリボ核タンパク質(en:ribonucleoprotein)とウイルスRNAの複合体と結合してエンベロープを形成し、新しい成熟ウイルスとして細胞外へと出芽する。